# DRコンサートホール
DRコンサートホール（DR Koncerthuset）は、デンマーク・コペンハーゲンのデンマーク放送協会本社（DR Byen）内にあるコンサートホール。

## 概要
DRコンサートホールは、DRバイエンの施設内ある、収容人数1800人のホール。
DRバイエンは、ジャン・ヌーヴェルの設計により2009年1月17日に完成した。バイエン全体の建設費は3億ドルだったという。
DR放送交響楽団の本拠となっている。

## ギャラリー

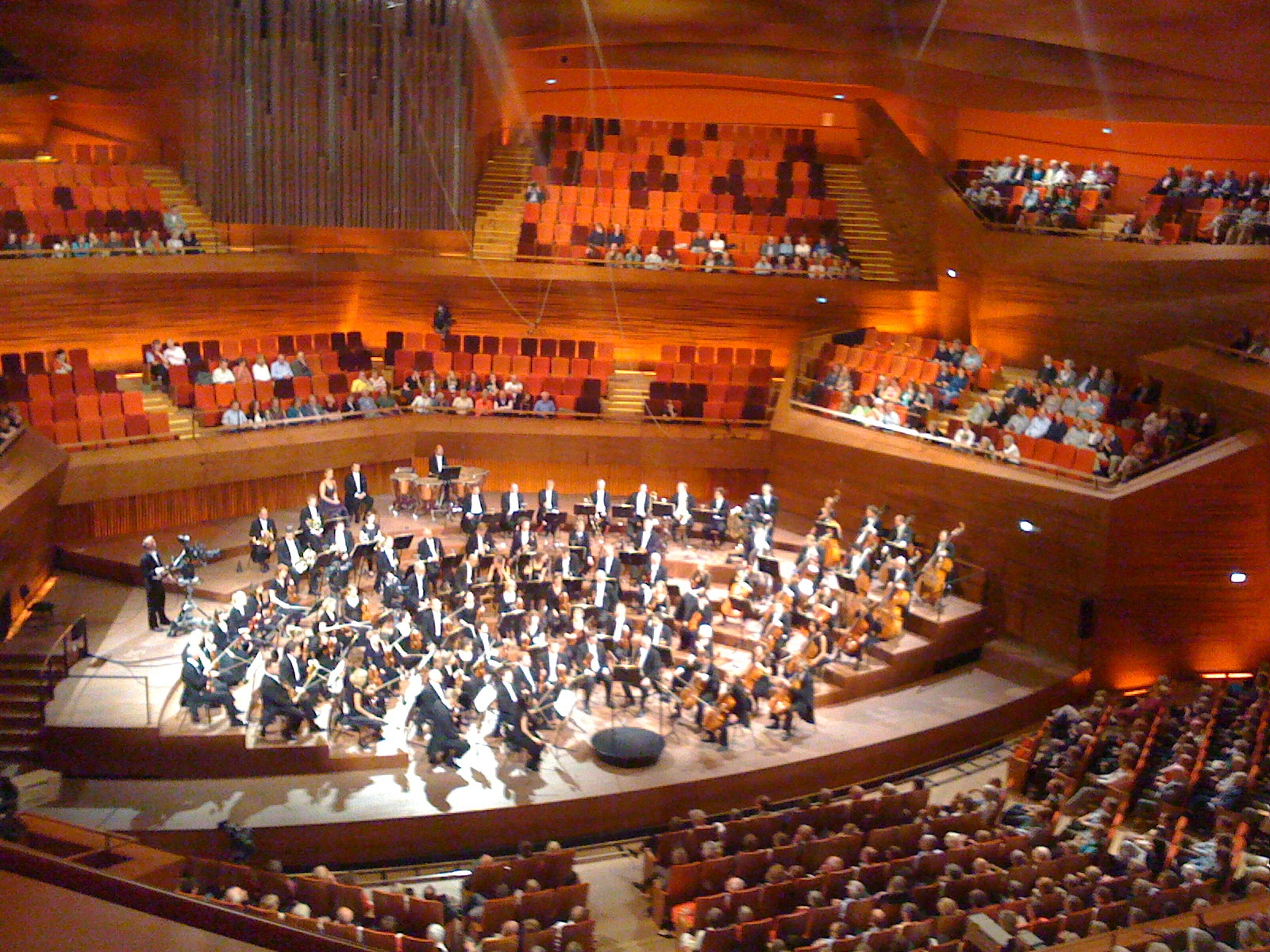
ホール内観
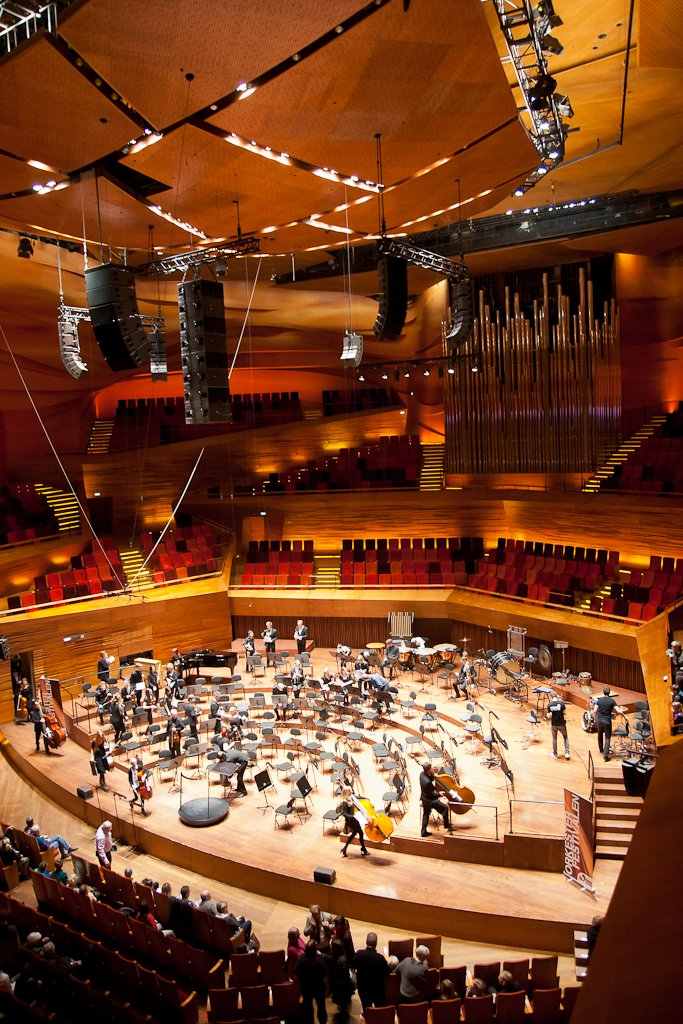
ホール内観